# Crucifixion mystique
Pour les articles homonymes, voir crucifixion (homonymie).
La Crucifixion mystique est une peinture religieuse (73,5 × 50,8 cm) réalisée par Sandro Botticelli entre 1497 et 1502, et conservée au Fogg Art Museum à Cambridge (Massachusetts).

## Histoire
Le tableau, peint a tempera et huile sur panneau de bois autour de 1500, nous est parvenu très endommagé, ce qui rend d'autant plus difficile son interprétation et, suivant les langues, son titre oscille entre un point  de vue mystique, symbolique, allégorique ou simplement descriptif : en italien, Crocifissione simbolica ; en anglais, Mystic Crucifixion ou Crucifixion with the Penitent Magdalene and an Angel ; en français, Crucifixion mystique ou même descriptif Crucifixion avec une vue de Florence, restant très neutre en se limitant aux éléments visibles dans le tableau.

## Thème
C'est une « Crucifixion avec une vue de Florence », avec la présence de certains des  attributs traditionnels : Jésus en croix avec la présence de Marie-Madeleine, mais, ici, complétée de la présence de Dieu depuis les cieux montrant le livre ouvert, guidant un combat des anges symbolisé par des boucliers croisés, et d'un ange au sol fouettant un animal, ce qui rend la scène plus allégorique encore.

## Description
Le Christ sur sa croix a en arrière-plan la ville de Florence reconnaissable, au-delà de ses murailles, à certains monuments tels que la cathédrale, avec son dôme et son campanile, le baptistère, le palazzo Vecchio (siège du gouvernement de la ville)... En haut à gauche dans une nuée dorée, Dieu envoie d'un geste des boucliers croisés pour affronter une horde de démons qui lancent des flammes depuis un nuage noir situé à  la droite de la composition.
En bas Marie-Madeleine repentante enlace désespérément le pied de la croix, regardant un ange qui lui face face fouettant un animal (peut-être un lion, le Marzocco symbole de la puissance populaire de la ville).

## Analyse
Le tableau est souvent interprété comme une allégorie apocalyptique des vicissitudes historiques de Florence après la mort de Savonarole en 1498, et qui a induit un changement notable pour Botticelli et l'art de la Renaissance.
Selon les historiens de l'art, les boucliers croisés seraient envoyés par Dieu pour punir la ville ou pour la secourir, la figure de Marie-Madeleine s'imposant en repentance, et l'ange battant le lion, en pénitence.

## Sources
- (it) Cet article est partiellement ou en totalité issu de l’article de Wikipédia en italien intitulé « Crocifissione simbolica » (voir la liste des auteurs).